# Miniatyrpark

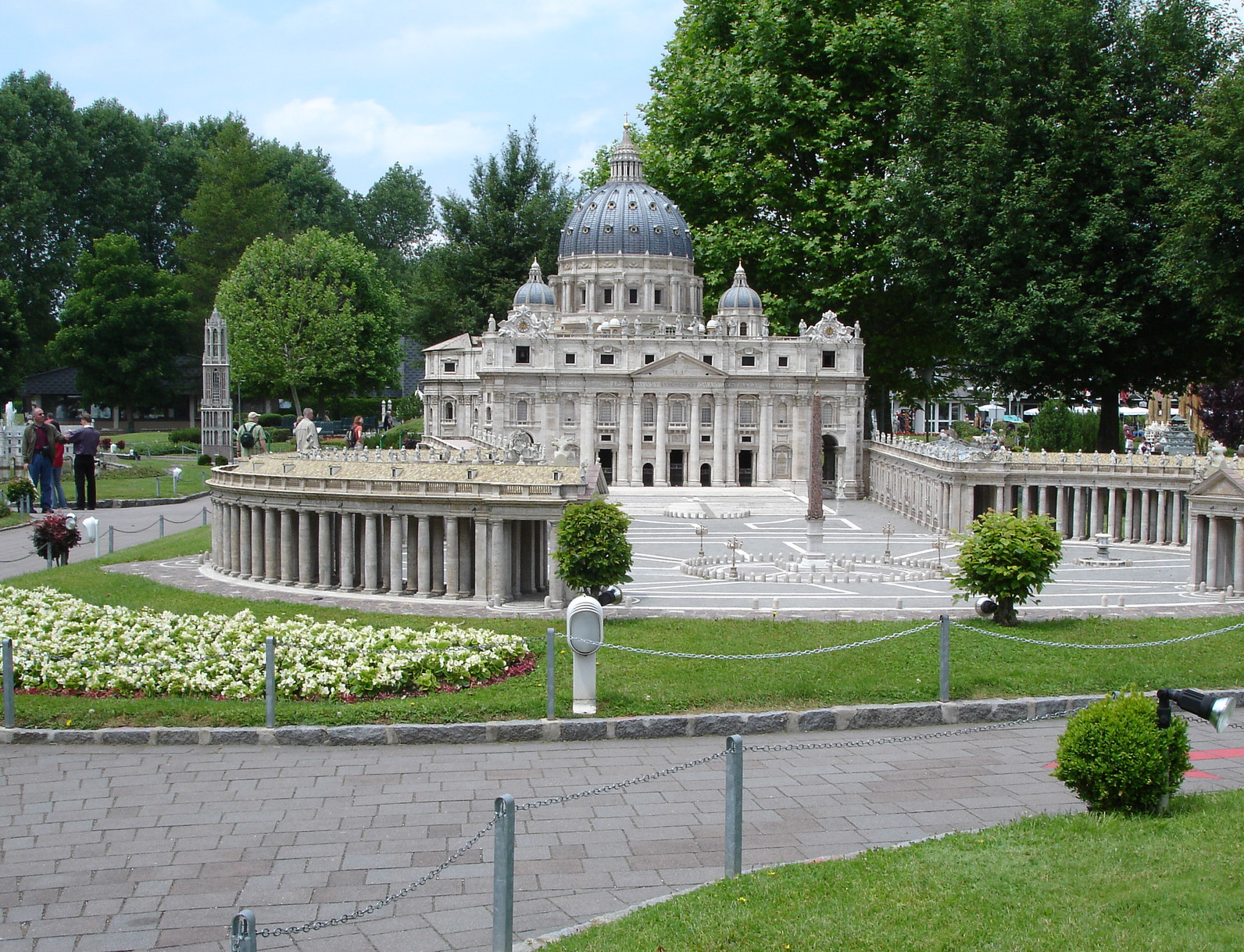
Peterskyrkan och Petersplatsen i skala 1:25 i Minimundus.

Miniatyrpark är en slags nöjespark med modeller av till exempel städer och järnvägar. De är ofta belägna utomhus, men inomhusverksamhet har blivit allt vanligare. Miniatyrparker anses ha sina rötter i japanska miniatyrträdgårdar.
Inomhusanläggningar kan ofta ha modelljärnvägar och dockskåp.